# اپل گرو، شهرستان میسون، ویرجینیای غربی
اپل گرو(به انگلیسی: Apple Grove) شهری در ایالت ویرجینیای غربی کشور ایالات متحده آمریکا است که جمعیت آن در سرشماری سال ۲۰۱۰ میلادی، ۲۰۴ نفر بوده‌است.